# Хотыль
Хотыль — деревня в Устюженском районе Вологодской области.
Входит в состав Лентьевского сельского поселения, с точки зрения административно-территориального деления — в Лентьевский сельсовет.
Расположена на левом берегу реки Молога. Расстояние по автодороге до районного центра Устюжны — 12 км, до центра муниципального образования деревни Лентьево — 10 км. Ближайшие населённые пункты — Огибь, Порослово, Оснополье.
По данным переписи в 2002 году постоянного населения не было.